# Balduin Möllhausen
Balduin Möllhausen (Bonn, 1825. január 27. – Berlin, 1905. május 28.) német író.

## Élete
Három ízben járt Amerikában tudományos célból. Visszatérve IV. Frigyes Vilmos király 1854-ben kinevezte potsdami könyvtárának igazgatójává. Möllhausen rengeteg könyvet írt, melyek közül legérdekesebbek úti rajzai és úti élményein alapuló elbeszélései.

## Főbb munkái
- Tagebuch einer Reise vom Mississippi nach den Küsten der Südsee (útirajz, 1858)
- Der Halbindianer (1861)
- Der Flüchtling (1862)
- Der Mayordomo (1863)
- Palmblätter und Schneefiocken (1863, 2 kötet, novellák)
- Das Mormonenmädchen (1864)
- Reliquien (1865, 3 kötet, rajzok)
- Nord und Süd (1867, 2 kötet)
- Westliche Fahrten (1873, 2 kötet)
- Die Hyänen des Kapitals (1876)
- Die Tochter des Konsuls (1880)
- Wildes Blut (1886)
- Das Loggbuch des Kapitäns (1887, 3 kötet)
- Kaptein Meerrose und ihre Kinder (1893)
- Der Talisman (1894)